# DANCE (EPOのアルバム)
『DANCE』（ダンス） は、EPOの15枚目のスタジオ・アルバム。1997年4月9日に発売された。発売元はKitty Records。規格品番はKTCR-1416。

## 概要
帯コピー：歌はEPOから吹いてくる
Kitty Records (キティエンタープライズ)移籍第1作。オリジナル・アルバムとしては前作『Wica』から約1年半ぶりのリリースとなる。全曲の作詞・作曲をEPO自身が手掛けており、全ての編曲にも携わっている。
本作はキティレコードから発売されているが、当初アルバムが発売される予定だったレコード会社メディア・レモラスが、経営上の理由により音楽業界から撤退してしまい、夏の暑い日にEPOはこのアルバムの原盤を自身でいくつものメーカーに売り込みに行ったという。
シングル「希望のバスに乗って」とカップリング曲「いとしなみだ」を収録。M-2「海の中で泣いたなら」は、NHK教育テレビで放送された『たったひとつの地球』のテーマ曲として使用された。

## 批評
音楽情報サイトCDジャーナルの商品ページでは、「全体を通して伝わってくるのは、肩の力を抜いてさりげなく歌いきったシットリとした歌の世界。が、『DANCE』というタイトル通り、さりげなさのなかに心地よい高揚感や浮遊感を出してるぶん、聴いているうちに気分が弾んでくる。じっくり堪能した1枚。」と紹介されている。

## 収録曲
| 全作詞・作曲: EPO。 |                              |           |            |                             |      |
| #                   | タイトル                     | 作詞      | 作曲・編曲 | 編曲                        | 時間 |
| 1.                  | 「Friends」                  | EPO       | EPO        | EPO・菅野よう子             | 5:15 |
| 2.                  | 「海の中で泣いたなら」       | EPO       | EPO        | EPO・菅野よう子             | 3:10 |
| 3.                  | 「苦きは言葉の毒なり」       | EPO       | EPO        | EPO・梅津和時               | 4:08 |
| 4.                  | 「夢の後についていく」       | EPO       | EPO        | EPO                         | 4:46 |
| 5.                  | 「いとしなみだ」             | EPO       | EPO        | EPO・菅野よう子             | 5:07 |
| 6.                  | 「希望のバスに乗って」       | EPO       | EPO        | EPO・笹子重治               | 4:53 |
| 7.                  | 「兵隊さんが泣いた」         | EPO       | EPO        | EPO                         | 3:59 |
| 8.                  | 「となりに小さな席をあけて」 | EPO       | EPO        | EPO                         | 5:45 |
| 9.                  | 「SANCTUARY」                | EPO       | EPO        | EPO・吉野裕司               | 6:19 |
| 10.                 | 「DANCE」                    | EPO       | EPO        | EPO・フェビアン・レザ・パネ | 4:32 |
| 合計時間:           | 合計時間:                    | 合計時間: | 47:54      |                             |      |

## シングル

### 概要
「希望のバスに乗って」はフジテレビ系『上岡龍太郎にはダマされないぞ!』エンディングテーマと、山形県のフジテレビ系列局さくらんぼテレビジョン（本社所在地・同県山形市）の早朝オープニング曲としても使用された。規格品番はMRDA-00075。

### 収録曲
| 全作詞・作曲: EPO。 |                                      |           |            |                 |      |
| #                   | タイトル                             | 作詞      | 作曲・編曲 | 編曲            | 時間 |
| 1.                  | 「希望のバスに乗って」               | EPO       | EPO        | EPO・笹子重治   | 4:53 |
| 2.                  | 「いとしなみだ」                     | EPO       | EPO        | EPO・菅野よう子 | 5:07 |
| 3.                  | 「希望のバスに乗って」(instrumental) | EPO       | EPO        |                 | 4:53 |
| 合計時間:           | 合計時間:                            | 合計時間: | 14:53      |                 |      |